# Barić Draga
Barić Draga je podvelebitsko mjesto uz more. Nalazi se u sastavu općine Karlobag u Ličko-senjskoj županiji. Smješteno je u središte obalnog odsjeka podno Velebita između Devčić Drage i rta Dugi.

## Zemljopis

### Cestovni pravci i okolna mjesta
Smještena je na cestovnom pravcu Zadar – Rijeka. Od Zadra je udaljena 65 km u pravcu Rijeke. Geografska širina je 44° 22' sjeverno, dužina 15° 16' istočno. Nalazi se u podvelebitskom kanalu, nasuprot nje je otok Pag. Bliži gradovi su Karlobag, Starigrad, Zadar, Pag, Novalja, Stara Novalja. U blizini se nalazi i nacionalni park Starigrad-Paklenica, te park prirode Velebit. Najbliža manja mjesta su Devčić Draga, Lukovo Šugarje, te Mandalina i Tribanj. Obala u tom području je dosta razvijena, te je čini niz uvala i lučica. Okolne uvale su Dračuša, Pržunac, Pržunčić, Široka, Portić, Križ, Dujmovača. Plaže su kamene, a bentalni reljef izrazito jednoličan i pjeskovit.

### More i vjetar
Temperature mora su nešto niže nego u ostalim dijelovima Hrvatske, a razlog tome leži u činjenici da su u ovom području česte vrulje, tj. podzemne velebitske vode koje istječu u more. Upravo to je i razlog vrhunske čistoće i kvalitete mora, a samim time i morske flore i faune.
Ovaj kraj poznat je i po buri. Sjeveroistočni vjetar koji ovdje puše često je i orkanskih razmjera. To je jedan od razloga i čistoće, ali i relativno nešto niže temperature mora. Bura je uzrok i mnogih brodoloma koji su se dogodili u ovom kraju, od kojih su neki završili tragično od kojih je najsvježiji primjer mladog češkog turista koji je izgubio život, zbog jednog takvog iznenadnog ljetnog burina.

### Reljef
Obala i čitava primorska padina ovog odsjeka građena je od vapnenca i breče gornje krede; pravac pružanja slojeva paralelan je s obalom. Razlike petrografskog sastava, osobito kod breča, nagib primorske padine i slojeva, broj i veličina suhih draga (vododerine), koje se spuštaju k moru, određuju oblik razvedenosti toga dijela obale. Djelovanje valova najjače je u dragi za juga, jer frontalnu udara u samo srce mjesta. Nemilosrdna bura, srećom, samo s kraja puše, a uništava obalu susjednog otoka Paga. Mjestimično se može naći i šljunkovitih žala. Njihov je postotak u vezi sa sastavom breča, koje se pod udarom valova mehanički lako rasipaju.

### Uvale
Važnije uvale u blizini Barić Drage su : Običaj, Lisarica, Mandalina (Trstenica), Tamnička, Dujmovača, Veli i Mali Pržunac, Dračuša i Devčić Draga. Ove drage i uvale se nalaze na ulazu uskih draga. Dobri su zakloni od bure za manje brodove, a Tamnička i djelomično Mandalina vrlo su dobro zaklonjene i od sjeverozapadnih vjetrova. U uvali Mandaline izgrađen je mali zidani gat, uz koji je dubina 2,5 – 4 m; uza nj mogu pristati po dva manja broda. Ova je uvala u doba Austro-Ugarske monarhije bila granica između Hrvatskog primorja i Dalmacije. Vrijednost je ove uvale u tome što se u njoj od svih luka Velebitskog kanala najmanje osjeća štiga, te se u nju mogu ukloniti i veći brodovi. Gotovo u svim uvalama, a pogotovo u Barić Dragi, izgrađene su bitve za vezanje brodova, a Barić Draga, Lisarica, Devčić Draga i Pržunac imaju i gatove od grubo istesana i naslagana kamenja. Istaknute su točke rt Široka i rt Dugi.

## Stanovništvo
Prema popisu stanovništva it 2001. ima 124 stanovnika. Apsolutna većina u mjestu su Hrvati. Uglavnom je stanovnišvo migriralo prema većim sredinama, ponajprije prema Zadru i Rijeci, te jedan manji dio prema Zagrebu i Splitu i to uglavnom nakon Drugog svjetskog rata. Lokalno stanovništvo se bavi ribolovom i turizmom. Stanovništvo je pomorski orijentirano, dok se u današnje vrijeme više bave turističkim djelatnostima. Barić Draga ima oko 400 kuća od kojih su većina kuće za odmor. U prošlosti stanovništvo je živjelo u malenim zaseocima patronimičkih naziva : Devčići, Šarići, Vukići i Zubčići (Lisarica). Iako je stanovništvo povezano s planinom ono je većinom upućeno na more.
- 2011. – 125 (Hrvati – 120, ostali 5)
- 2001. – 124
- 1991. – 85 (Hrvati – 85)
- 1981. – 141 (Hrvati – 137, ostali – 4)
- 1971. – 168 (Hrvati – 168)

## Uprava
Barić Draga se nalazi u sastavu općine Karlobag. Načelnik općine Karlobag je Ivan Tomljenovic.

## Gospodarstvo
Stanovništvo je uglavnom migriralo prema većim gradovim (Zadar, Rijeka) te se bavi ekonomskim djelatnostima, dok kod preostalog domicilnog stanovništva dominiraju uslužne i turističke djelatnosti, te ribarstvo.U ovom kraju postoji više ugostiteljskih objekata, ali prvenstveno dominira turizam.

### Turizam
Gotovo svi se bave turizmom, prvenstveno iznajmljivanjem privatnog smještaja (apartmani i sobe). Barić Draga je privukla veliki broj stranih turista, prvenstveno iz Njemačke, Italije, pa i Slovenije. Razvijen je obiteljski turizam, jer lokalno stanovništvo njeguje dugoročne odnose sa svojim gostima, tako da su česti slučajevi da pojedine njemačke i talijanske obitelji dolaze svake godine u istom terminu i to preko 40 godina, jer se tradicija dolaska na odmor u ovo mjesto prenosi s koljena na koljeno. Ti gosti su se asimilirali s lokalnim stanovništvom, te se na njih više niti ne gleda kao na goste u klasičnom smislu te riječi, već više kao dobre prijatelje.

### Ribarstvo
Što se tiče ribarstava – more u podvelebitskom kraju slovi za najčišći i najkvalitetniji dio Jadrana, pa je samim time i riba iz ovog mora vrhunske kvalitete. Najčešće se love oslići i arbuni, ali i ostala visokokvalitena kako bijela, tako i plava riba, a u posebne delicije spadaju poznati škampi.

## Obrazovanje
U samom srcu mjesta je zgrada škole još iz vremena dok je Barić Draga bila centar obrazovanja ovog kraja. Danas je najbliža osnovna škola u Karlobagu, a srednja u Zadru.

## Šport
Postojali su košarkaški turniri mladih, koji su se održavali dvije godine za redom, po principu 3 na 3, mješovitih parova sa simboličnom nagradom koja se dodjeljuje pobjedniku. Za života pokojnog Zvonka Barića održavala su se i tzv. "potezanja konopa".

## Zanimljivosti
Svake godine se tradicionalno obilježava Velika Gospa, tj. 15. kolovoza kada se održava velika fešta. Fešta je središnji dio godine u Barić Dragi. Okupljaju se rodbina i turisti i svi zajedno slave do kasno u noć. Fešta se prvi puta održala 1999. godine, na inicijativu mještana, a organizacijski je prednjačio pokojni Zvonko Barić. Zaštitnik mjesta je Sveti Nikola koji je ujedno i zaštitnik pomoraca.
U sklopu mjesta postoji lokalno groblje, napuštena policijska stanica, te zgrada bivšeg odmarališta policije.

### Nova riva
Što se tiče daljneg razvoja mjesta,nedavno je u Barić Dragi otvorena nova preuređena riva, te su obnovljene sve važnije pristupne ceste magistrali. 

## Galerija
- Nova riva
- Fešta za Veliku Gospu

## Vanjske poveznice
- Barić Draga na stranicama Ličko senjske županije[neaktivna poveznica]
- Barić Draga na stranicama Turističke zajednice općine Karlobag  Arhivirana inačica izvorne stranice od 4. ožujka 2013. (Wayback Machine)